# Campionat del món d'atletisme en pista coberta de 2012 - Salt d'alçada masculí
El salt d'alçada masculí del Campionat del món en pista coberta de 2012 es va disputar a l'Ataköy Athletics Arena, d'Istanbul (Turquia), entre el 10 i l'11 de març de 2012.

## Medallistes
| Or                               | Plata                  | Bronze              |
| Dimitrios Chondrokoukis · Grècia | Andrey Silnov · Rússia | Ivan Ukhov · Rússia |

## Rècords
| Rècords previs al Campionat mundial en pista coberta 2012 | Rècords previs al Campionat mundial en pista coberta 2012 | Rècords previs al Campionat mundial en pista coberta 2012 | Rècords previs al Campionat mundial en pista coberta 2012 | Rècords previs al Campionat mundial en pista coberta 2012 |
| --------------------------------------------------------- | --------------------------------------------------------- | --------------------------------------------------------- | --------------------------------------------------------- | --------------------------------------------------------- |
| Rècord mundial                                            | Javier Sotomayor Cuba                                     | 2.43                                                      | Budapest, Hongria                                         | 4 març 1989                                               |
| Rècord dels campionats                                    | Javier Sotomayor Cuba                                     | 2.43                                                      | Budapest, Hongria                                         | 4 març 1989                                               |
| Millor marca de 2012                                      | Mutaz Essa Barshim Qatar                                  | 2.37                                                      | Hangzhou, Xina                                            | 19 febrer 2012                                            |
| Rècord africà                                             | Anthony Idiata Nigèria                                    | 2.32                                                      | Patràs, Grècia                                            | 15 febrer 2000                                            |
| Rècord asiàtic                                            | Mutaz Essa Barshim Qatar                                  | 2.37                                                      | Hangzhou, Xina                                            | 19 febrer 2012                                            |
| Rècord europeu                                            | Carlo Thränhardt RFA                                      | 2.42                                                      | Berlín, Alemanya                                          | 26 febrer 1988                                            |
| Rècord d'America del Nord i Central i del Carib           | Javier Sotomayor Cuba                                     | 2.43                                                      | Budapest, Hongria                                         | 4 març 1989                                               |
| Rècord d'Oceania                                          | Tim Forsyth Austràlia                                     | 2.33                                                      | Balingen, Alemanya                                        | 16 febrer 1997                                            |
| Rècord d' America del Sud                                 | Gilmar Mayo Colòmbia                                      | 2.27                                                      | El Pireu, Grècia                                          | 24 febrer 1999                                            |

## Marca per a participar-hi
| 2.29 |

## Horaris
| Data               | Hora  | Ronda        |
| ------------------ | ----- | ------------ |
| 10 de març de 2012 | 11:25 | Qualificació |
| 11 de març de 2012 | 15:30 | Final        |

## Resultats

### Qualificació
Marca de qualificació: 2.32 m (Q) o com a mínim el millors vuit atletes (q).
19 atletes de 15 països van participar-hi.
La ronda de qualificació va començar a les 11.25 i acabà a les 13.01 del 10 de març.
| Posició | Atleta                  | Nacionalitat    | 2.18 | 2.23 | 2.26 | 2.29 | Resultat | Notes |
| ------- | ----------------------- | --------------- | ---- | ---- | ---- | ---- | -------- | ----- |
| 1       | Raúl Spank              | Alemanya        | o    | o    | o    | o    | 2.29     | q     |
| 1       | Dimitrios Chondrokoukis | Grècia          | o    | o    | o    | o    | 2.29     | q, SB |
| 1       | Mutaz Essa Barshim      | Qatar           | o    | o    | o    | o    | 2.29     | q     |
| 4       | Zhang Guowei            | R.P. de la Xina | o    | o    | xo   | o    | 2.29     | q, SB |
| 5       | Trevor Barry            | Bahames         | o    | o    | xxo  | o    | 2.29     | q     |
| 6       | Robert Grabarz          | Regne Unit      | o    | o    | o    | xo   | 2.29     | q     |
| 6       | Jesse Williams          | Estats Units    | o    | o    | o    | xo   | 2.29     | q     |
| 8       | Ivan Ukhov              | Rússia          | o    | o    | xo   | xo   | 2.29     | q     |
| 9       | Andrey Silnov           | Rússia          | o    | o    | xxo  | xo   | 2.29     | q     |
| 10      | Konstadinos Baniotis    | Grècia          | o    | xo   | o    | xxo  | 2.29     | q     |
| 11      | Viktor Ninov            | Bulgària        | o    | o    | o    | xxx  | 2.26     |       |
| 12      | Majed Aldin Ghazal      | Síria           | xxo  | xo   | xo   | xxx  | 2.26     | RN    |
| 13      | Jaroslav Bába           | Txèquia         | o    | o    | xxx  |      | 2.22     |       |
| 13      | Samson Oni              | Regne Unit      | o    | o    | xxx  |      | 2.22     |       |
| 15      | Donald Thomas           | Bahames         | o    | xo   | xxx  |      | 2.22     |       |
| 15      | Silvano Chesani         | Itàlia          | o    | xo   | xxx  |      | 2.22     |       |
| 15      | Mihai Donisan           | Romania         | o    | xo   | xxx  |      | 2.22     |       |
| 15      | Andriy Protsenko        | Ucraïna         | o    | xo   | xxx  |      | 2.22     |       |
| 19      | Diego Ferrín            | Equador         | o    | xxo  | xxx  |      | 2.22     | SB    |

### Final
La final va començar a les 15.31 i va acabar a les 17.10 de l'11 de març.
| Posició | Atleta                  | Nacionalitat    | 2.20 | 2.24 | 2.28 | 2.31 | 2.33 | 2.35 | Resultat | Notes |
| ------- | ----------------------- | --------------- | ---- | ---- | ---- | ---- | ---- | ---- | -------- | ----- |
| 1st     | Dimitrios Chondrokoukis | Grècia          | o    | o    | xo   | xo   | o    | xx   | 2.33     | PB    |
| 2nd     | Andrey Silnov           | Rússia          | o    | o    | o    | xo   | xo   | xxx  | 2.33     |       |
| 3rd     | Ivan Ukhov              | Rússia          | o    | xo   | o    | o    | xxx  |      | 2.31     |       |
| 4       | Zhang Guowei            | R.P. de la Xina | o    | o    | xo   | xo   | xxx  |      | 2.31     | RN    |
| 5       | Konstantinos Baniotis   | Grècia          | o    | o    | xo   | xo   | xx-  | x    | 2.31     | SB    |
| 6       | Robert Grabarz          | Regne Unit      | o    | o    | o    | xxo  | xxx  |      | 2.31     |       |
| 6       | Jesse Williams          | Estats Units    | o    | o    | o    | xxo  | xxx  |      | 2.31     |       |
| 8       | Trevor Barry            | Bahames         | o    | o    | xo   | xxo  | xxx  | 2.31 | SB       |       |
| 9       | Mutaz Essa Barshim      | Qatar           | o    | o    | o    | xxx  |      |      | 2.28     |       |
| 9       | Raul Spank              | Alemanya        | o    | o    | o    | xxx  |      |      | 2.28     |       |